# 颜婷
颜婷（1997年5月3日—）来自黑龙江省黑河市，是一名中国女子自由式滑雪运动员，主攻空中技巧项目。她一开始练习体操项目，之后练了一年蹦床，后来在2007年转项练习自由式滑雪空中技巧。她在2016/17赛季开始参加世界杯分站赛。2018年入选平昌冬奥参赛名单。